# Drakenburgstraat
De Drakenburgstraat is een straat in het centrum van de Nederlandse stad Utrecht. Ze begint bij de Oudegracht en eindigt zo'n 70 meter verder op de Neude.
De straat bestond reeds omstreeks 1300. In de straat bevinden zich qua bebouwing het middeleeuwse stadskasteel Drakenburg, het voormalige hoofdpostkantoor (circa 1924) en de Neudeflat (circa 1961).
In de 20e eeuw is de straat verbreed. In 1950 is de Drakenburgsteeg hernoemd naar de huidige straatnaam.